# Louans
Pour les articles ayant des titres homophones, voir Louhan (rivière) et Louhans.
Louans est une commune française du département d'Indre-et-Loire, en région Centre-Val de Loire.

## Géographie
| Sorigny                      | Saint-Branchs |                      |
|                              | Louans        | Tauxigny-Saint-Bauld |
| Sainte-Catherine-de-Fierbois |               | Le Louroux           |

### Hydrographie

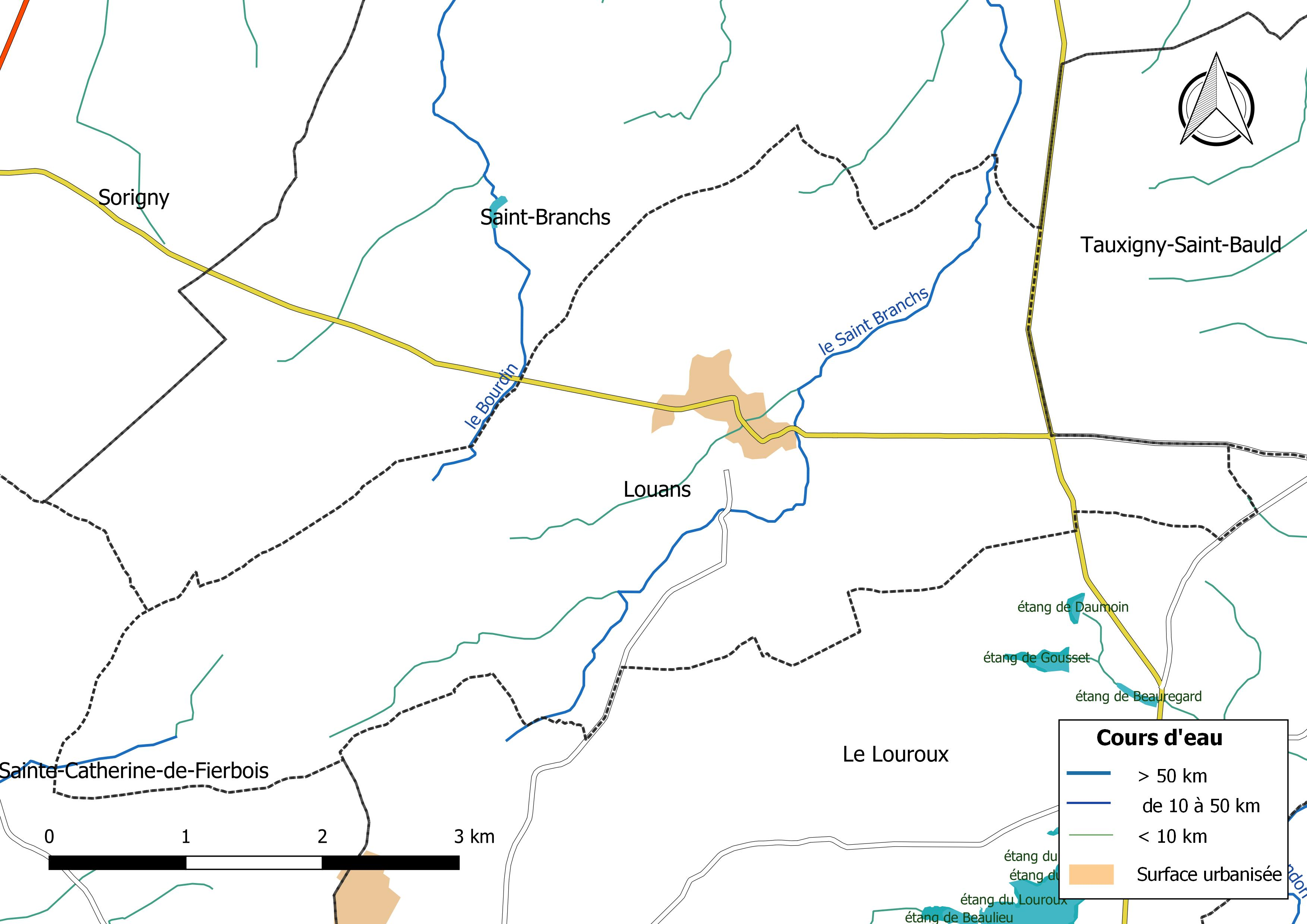
Réseau hydrographique de Louans.

Le réseau hydrographique communal, d'une longueur totale de 14,19 km, comprend deux cours d'eau notables, le Bourdin (0,451 km) et le Saint-Branchs (6,397 km), et cinq petits cours d'eau,.
Le Bourdin, d'une longueur totale de 14,8 km, prend sa source dans la commune aux abords du hameau des Buissons et se jette dans l'Indre à Veigné, après avoir traversé 5 communes. Sur le plan piscicole, le Bourdin est classé en deuxième catégorie piscicole. Le groupe biologique dominant est constitué essentiellement de poissons blancs (cyprinidés) et de carnassiers (brochet, sandre et perche).
Le Saint-Branchs, qui porte le nom de « Ruandon » sur le territoire communal jusqu'à la station d'épuration au nord-est du bourg puis de « Becquet » en aval, a une longueur totale de 18,3 km. Il prend sa source dans la commune du Louroux, traverse la commune du sud-ouest vers le nord-est et se jette  dans l'Indre à Veigné, après avoir traversé 5 communes. Sur le plan piscicole, le Saint-Branchs est également classé en deuxième catégorie piscicole.
Une zone humide a été répertoriée sur la commune par la direction départementale des territoires (DDT) et le Conseil départemental d'Indre-et-Loire, : la vallée du ruisseau de Becquet.

### Climat
Pour des articles plus généraux, voir Climat du Centre-Val de Loire et Climat d'Indre-et-Loire.
En 2010, le climat de la commune est de type climat océanique dégradé des plaines du Centre et du Nord, selon une étude du CNRS s'appuyant sur une série de données couvrant la période 1971-2000. En 2020, Météo-France publie une typologie des climats de la France métropolitaine dans laquelle la commune est exposée à un climat océanique altéré et est dans la région climatique Moyenne vallée de la Loire, caractérisée par une bonne insolation (1 850 h/an) et un été peu pluvieux.
Pour la période 1971-2000, la température annuelle moyenne est de 11,2 °C, avec une amplitude thermique annuelle de 14,9 °C. Le cumul annuel moyen de précipitations est de 680 mm, avec 11,4 jours de précipitations en janvier et 6,4 jours en juillet. Pour la période 1991-2020, la température moyenne annuelle observée sur la station météorologique de Météo-France la plus proche, « Reignac », sur la commune de Reignac-sur-Indre à 14 km à vol d'oiseau, est de 12,1 °C et le cumul annuel moyen de précipitations est de 668,5 mm,. Pour l'avenir, les paramètres climatiques de la commune estimés pour 2050 selon différents scénarios d'émission de gaz à effet de serre sont consultables sur un site dédié publié par Météo-France en novembre 2022.

## Urbanisme

### Typologie
Au 1er janvier 2024, Louans est catégorisée commune rurale à habitat dispersé, selon la nouvelle grille communale de densité à sept niveaux définie par l'Insee en 2022.
Elle est située hors unité urbaine. Par ailleurs la commune fait partie de l'aire d'attraction de Tours, dont elle est une commune de la couronne,. Cette aire, qui regroupe 162 communes, est catégorisée dans les aires de 200 000 à moins de 700 000 habitants,.

### Occupation des sols
L'occupation des sols de la commune, telle qu'elle ressort de la base de données européenne d’occupation biophysique des sols Corine Land Cover (CLC), est marquée par l'importance des territoires agricoles (92 % en 2018), une proportion sensiblement équivalente à celle de 1990 (92,2 %). La répartition détaillée en 2018 est la suivante : 
terres arables (64,1 %), prairies (19,5 %), zones agricoles hétérogènes (8,5 %), forêts (5,8 %), zones urbanisées (2,2 %). L'évolution de l’occupation des sols de la commune et de ses infrastructures peut être observée sur les différentes représentations cartographiques du territoire : la carte de Cassini (XVIIIe siècle), la carte d'état-major (1820-1866) et les cartes ou photos aériennes de l'IGN pour la période actuelle (1950 à aujourd'hui).

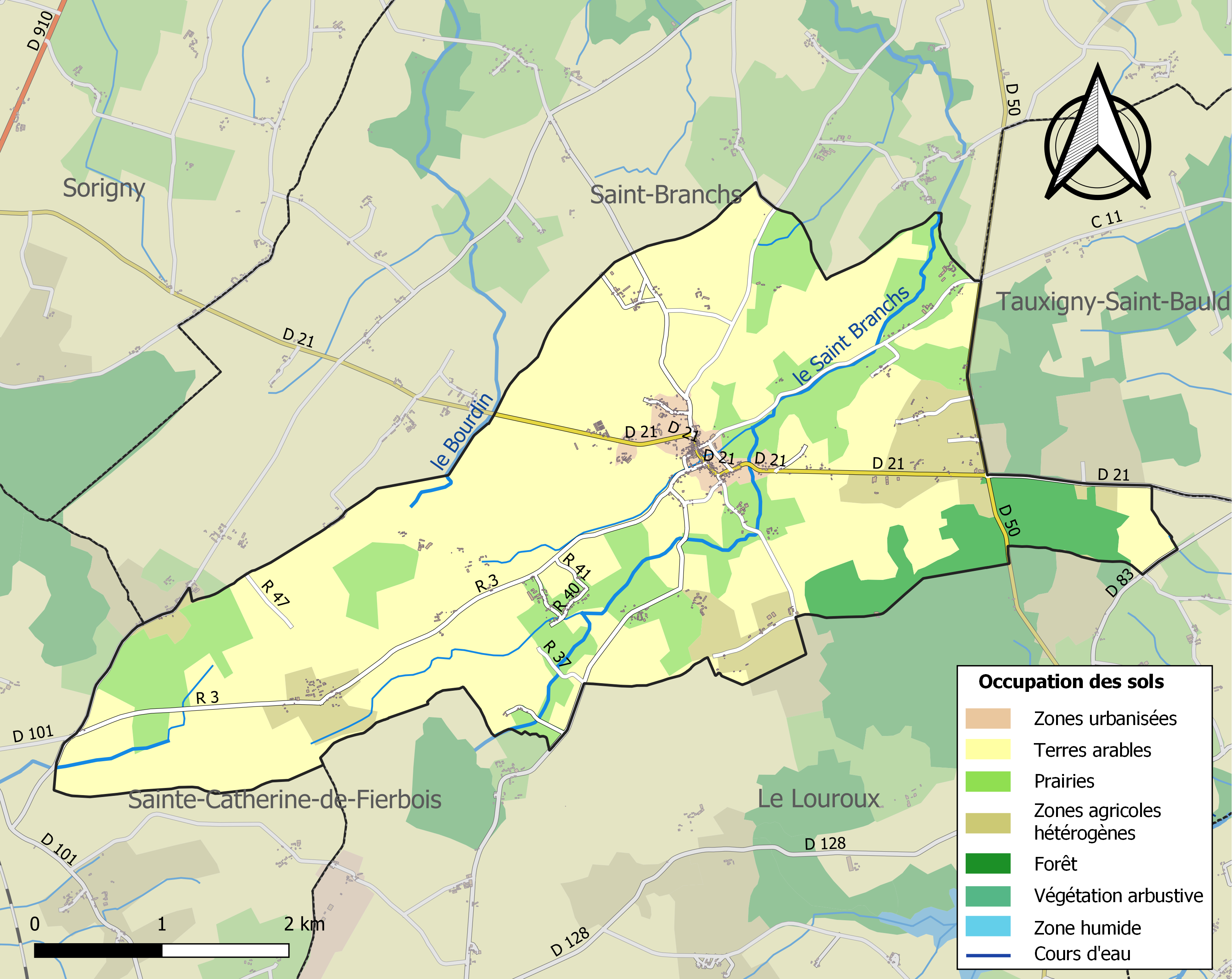
Carte des infrastructures et de l'occupation des sols de la commune en 2018 (CLC).

### Risques majeurs
Le territoire de la commune de Louans est vulnérable à différents aléas naturels : météorologiques (tempête, orage, neige, grand froid, canicule ou sécheresse), feux de forêts et séisme (sismicité faible). Un site publié par le BRGM permet d'évaluer simplement et rapidement les risques d'un bien localisé soit par son adresse soit par le numéro de sa parcelle.
Pour anticiper une remontée des risques de feux de forêt et de végétation vers le nord de la France en lien avec le dérèglement climatique, les services de l’État en région Centre-Val de Loire (DREAL, DRAAF, DDT) avec les SDIS ont réalisé en 2021 un atlas régional du risque de feux de forêt, permettant d’améliorer la connaissance sur les massifs les plus exposés. La commune, étant pour partie dans le massif de Louans, est classée au niveau de risque 4, sur une échelle qui en comporte quatre (1 étant le niveau maximal).

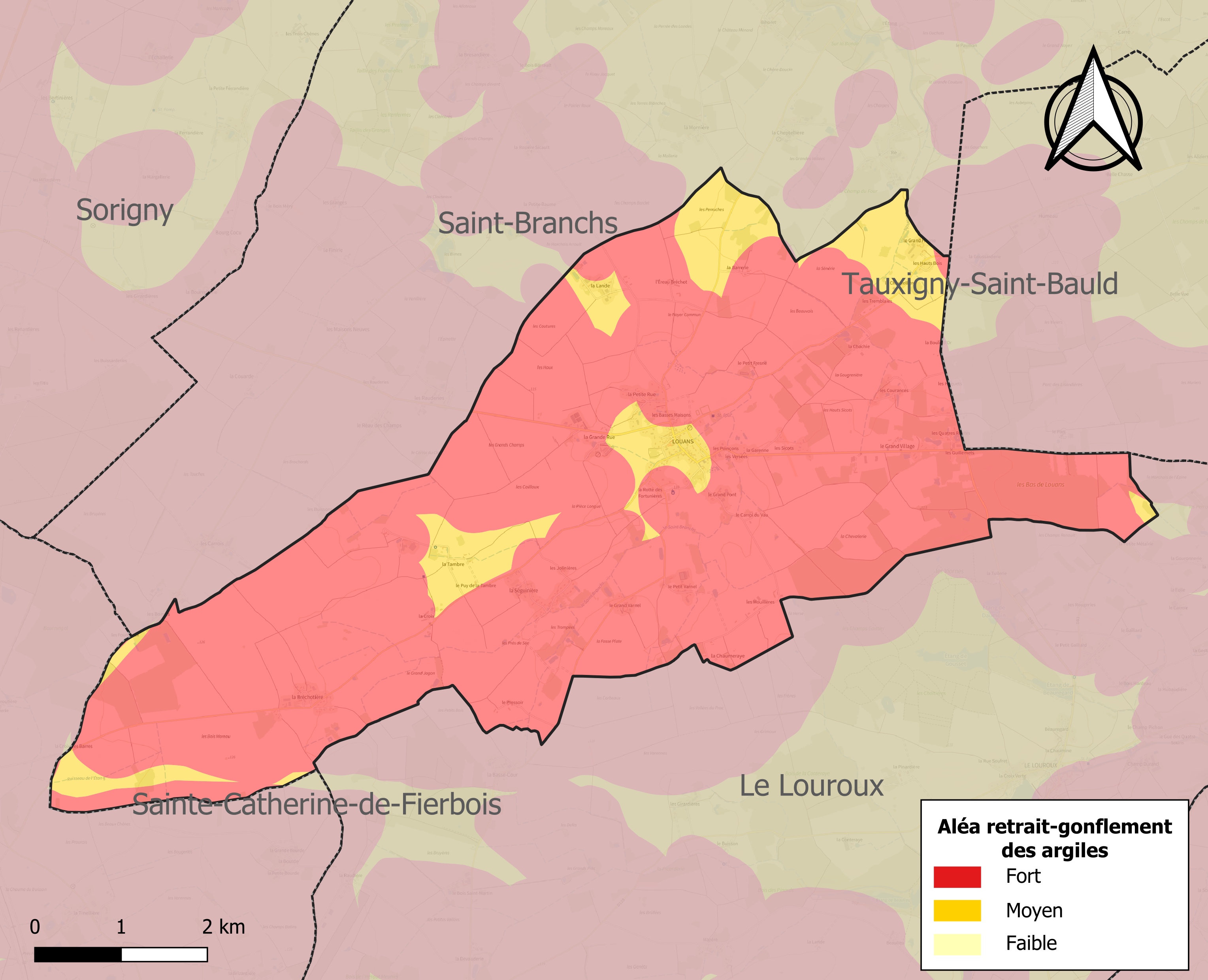
Carte des zones d'aléa retrait-gonflement des sols argileux de Louans.

Le retrait-gonflement des sols argileux est susceptible d'engendrer des dommages importants aux bâtiments en cas d’alternance de périodes de sécheresse et de pluie. La totalité de la commune est en aléa moyen ou fort (90,2 % au niveau départemental et 48,5 % au niveau national). Sur les 301 bâtiments dénombrés sur la commune en 2019, 301 sont en aléa moyen ou fort, soit 100 %, à comparer aux 91 % au niveau départemental et 54 % au niveau national. Une cartographie de l'exposition du territoire national au retrait gonflement des sols argileux est disponible sur le site du BRGM,.
Concernant les mouvements de terrains, la commune a été reconnue en état de catastrophe naturelle au titre des dommages causés par la sécheresse en 1996 et 2003 et par des mouvements de terrain en 1999.

## Toponymie
L'origine de ce nom est indo-européenne, il provient de l'agglutination du nom de personne gallo-romain lovo et du suffixe ante qui signifie : « la terre de lovo ».

## Histoire
Le 25 janvier 1845, vers 15 heures, une météorite d'environ 3 kilos est tombée au lieu-dit le Pressoir (dont elle a gardé le nom). Il s'agit d'une chondrite de type H 5.
Durant la Seconde Guerre mondiale, Louans, en zone occupée, fut utilisé par les services de propagande nazie pour tourner un film qui était supposé se passer sur le front russe.

## Politique et administration
| Période                                  | Période   | Identité                   | Étiquette | Qualité   |
| ---------------------------------------- | --------- | -------------------------- | --------- | --------- |
| mars 2001                                | mars 2008 | Élisabeth Launay           |           |           |
| mars 2008                                | mars 2014 | Jean-Louis Malsergent      |           |           |
| mars 2014                                | 2020      | Micheline Gouget-Béchereau | SE        | Retraitée |
| 2020                                     | En cours  | Anaïs Audiger-Avril        | DVD       |           |
| Les données manquantes sont à compléter. |           |                            |           |           |

## Population et société

### Démographie
L'évolution du nombre d'habitants est connue à travers les recensements de la population effectués dans la commune depuis 1793. Pour les communes de moins de 10 000 habitants, une enquête de recensement portant sur toute la population est réalisée tous les cinq ans, les populations de référence des années intermédiaires étant quant à elles estimées par interpolation ou extrapolation. Pour la commune, le premier recensement exhaustif entrant dans le cadre du nouveau dispositif a été réalisé en 2004.

En 2022, la commune comptait 713 habitants, en évolution de +12,46 % par rapport à 2016 (Indre-et-Loire : +1,67 %, France hors Mayotte : +2,11 %).
| 1793 | 1800 | 1806 | 1821 | 1831 | 1836 | 1841 | 1846 | 1851 |
| ---- | ---- | ---- | ---- | ---- | ---- | ---- | ---- | ---- |
| 800  | 804  | 811  | 826  | 747  | 749  | 695  | 699  | 703  |

| 1856 | 1861 | 1866 | 1872 | 1876 | 1881 | 1886 | 1891 | 1896 |
| ---- | ---- | ---- | ---- | ---- | ---- | ---- | ---- | ---- |
| 701  | 704  | 707  | 642  | 619  | 609  | 650  | 621  | 636  |

| 1901 | 1906 | 1911 | 1921 | 1926 | 1931 | 1936 | 1946 | 1954 |
| ---- | ---- | ---- | ---- | ---- | ---- | ---- | ---- | ---- |
| 616  | 637  | 615  | 572  | 568  | 566  | 568  | 526  | 555  |

| 1962 | 1968 | 1975 | 1982 | 1990 | 1999 | 2004 | 2006 | 2009 |
| ---- | ---- | ---- | ---- | ---- | ---- | ---- | ---- | ---- |
| 531  | 521  | 493  | 466  | 474  | 543  | 595  | 602  | 606  |

| 2014 | 2019 | 2022 | - | - | - | - | - | - |
| ---- | ---- | ---- | - | - | - | - | - | - |
| 639  | 677  | 713  | - | - | - | - | - | - |

### Enseignement
Louans se situe dans l'Académie d'Orléans-Tours (Zone B) et dans la circonscription de Loches.
L'école primaire accueille les élèves de la commune.

## Culture locale et patrimoine

### Héraldique
| Blason de Louans | Les armes de Louans se blasonnent ainsi : De sinople à une tour couverte d'argent, ouverte, ajourée et girouettée de gueules, au chef d'or chargé d'une aigle bicéphale couronnée issante de sable et d'une épée basse issante d'argent au pommeau aussi d'or brochant sur l'aigle. |